# Abtei Senones

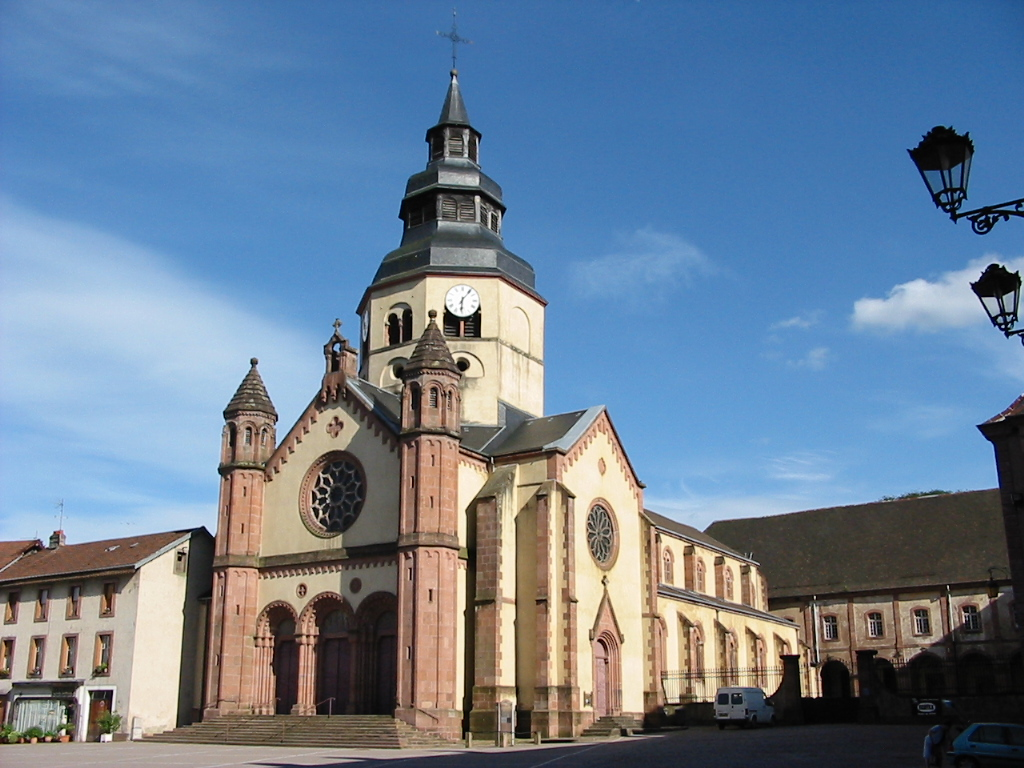
Ehemalige Abbaye Senones

Das Kloster Senones, eine Abtei im Rabodeautal in der heutigen Stadt Senones in Lothringen, wurde 661 vom heiligen Gondelbert, dem ehemaligen Erzbischof von Sens, gegründet. Die Urkundenlage ist unvollständig. Der Benediktinermönch Richer von Senones schrieb die Geschichte bis 1263. Sein Werk ist jedoch umstritten.
In der Abtei sollen im 9. Jahrhundert etwa zweihundert Mönche gelebt haben. Das Kloster wurde Lehen der Bischöfe von Metz, besonders Angilram bemühte sich um Anbindung. Die Ordensgewalt lag beim Bistum Toul.
1103 beschenkte Kunegunde, die Witwe des Matfried von Tincry, mit ihren Söhnen das Priorat Tures der Abtei mit Gütern. Ihr älterer Sohn Gobert wurde 1105 Vogt von Senones.
1111 bis 1126 war Hermann II. von Salm Vogt. Sein Sohn Heinrich I. führte seine Arbeit fort.
Bekannt wurde der Abt Augustin Calmet durch den Bibelkommentar La Saint Bible en Latin et en françois, avec une commentaire littéral et critique.
Fürst Konstantin Alexander Joseph zu Salm-Salm verfügte am 24. Februar 1790 die Säkularisation der Abtei Senones, wogegen diese am 1. März im Kapitel protestierte und Beschwerde beim Reichskammergericht in Wetzlar einlegte. Dennoch wurde das Kloster 1793 aufgelöst.
Der Glockenturm ist hochmittelalterlich, die weiteren Gebäude stammen aus dem 18. und 19. Jahrhundert. 1983 wurde die Abtei vom französischen Ministerium für Kultur als Monument historique eingestuft.